# Dealul Istrița (sit SCI)
Dealul Istrița este o arie protejată (arie specială de conservare — SAC, sit de importanță comunitară — SCI) din România, desemnată în scopul protejării biodiversității și menținerii într-o stare de conservare favorabilă a florei spontane și faunei sălbatice, precum și a habitatelor naturale de interes comunitar aflate în arealul zonei de protecție. Aceasta este situată în nord-estul Munteniei, pe teritoriul județului Buzău.

## Localizare
Aria naturală se întinde în extremitatea vestică a județului Buzău (aproape de limita de graniță cu județul Prahova), pe teritoriile administrative ale comunelor Breaza, Năeni și Pietroasele, în apropierea drumului județean DJ205 care leagă satul Greceanca de Văleanca-Vilănești.

## Înființare
Zona a fost declarată sit de importanță comunitară prin Ordinul Ministerului Mediului și Dezvoltării Durabile Nr.1964 din 13 decembrie 2007 (privind instituirea regimului de arie naturală protejată a siturilor de importanță comunitară, ca parte integrantă a rețelei ecologice europene Natura 2000 în România) și se întinde pe o suprafață de 573.9 hectare. Situl a fost protejat și ca arie specială de conservare în mai 2022
Aria protejată reprezintă o zonă naturală (stâncării, grohotișuri, păduri de foioase, păduri în tranziție, pășuni, terenuri arabile, vii și livezi)  aflată la interferența nord-estică a Câmpiei Române cu Dealul Istrița încadrată în bioregiunea continentală Subcarpaților de Curbură (subdiviziune geomorfologică ce aparține lanțului carpatic al Orientalilor).

## Biodiversitate
Aria protejată dispune de două clase de habitate naturale (Tufărișuri de foioase ponto-sarmatice și Stepe ponto-sarmatice) ce favorizează condiții de hrană și viețuire mai multor specii de mamifere, păsări, reptile, amfibieni și nevertebrate; și adăpostește o mare diversitate de ierburi și flori rare.
La baza desemnării sitului se află câteva specii faunistice (mamifere, reptile, amfibieni, păsări, insecte); dintre care unele enumerate în anexa I-a a Directivei Consiliului European 92/43/CE din 21 mai 1992 (privind conservarea habitatelor naturale și a speciilor de faună și floră sălbatică) sau aflate pe lista roșie a IUCN; astfel:
Mamifere: mistreț (Sus scrofa), căprior (Capreolus capreolus), vulpe (Vulpes vulpes), pisică sălbatică (Felis silvestris silvestris), iepure-de-câmp (Lepus europaeus), veveriță roșie (Sciurus vulgaris), popândău (Spermophilus citellus), jderul de scorbură (Martes martes), nevăstuică (Mustela nivalis), dihor (Mustela putorius), pârșul de alun (Muscardinus avellanarius); 
Păsări (protejate prin Directiva CE 147 din 30 noiembrie 2009, privind conservarea păsărilor sălbatice) cu specii de: caprimulg (Caprimulgus europaeus),  huhurez mare (Strix uralensis), șoim călător (Falco peregrinus), corb (Corvus corax), sfrâncioc roșiatic (Lanius collurio), pițigoi mare (Parus major), ciocănitoarea pestrița de grădină (Dendrocopos syriacus), pietrar răsăritean (Oenanthe isabellina), pietrar negru (Oenanthe pleschanka), presură sură (Miliaria calandra), codobatură galbenă (Motacilla flava), fâsă de câmp (Anthus campestris), silvia porumbacă (Sylvia nisoria);.
Reptile și amfibieni: gușter (Lacerta viridis), șopârlă de câmp (Lacerta agilis), sălămâzdră de uscat (Salamandra salamandra), brotac verde de copac (Hyla arborea), broască râioasă verde (Bufo viridis), broască roșie de pădure (Rana dalmatina), broască râioasă brună (Bufo bufo); 
Nevertebrate (gândaci, păianjeni, fluturi, molii): rădașca (Lucanus cervus), cosaș de stepă (Saga pedo), un păianjen din specia Hogna radiata; precum și mai multe specii de fluturi și molii; printre care: Aedia leucomelas, Argynnis pandora, Brenthis daphne, Brenthis hecate, Calymma communimacula, Catocala hymenaea, Catocala promissa, Catocala puerpera, Chelis maculosa, Chrysodeixis chalcites, Colias erate, Cucullia fraterna, Cucullia tanaceti, Cupido osiris, Calyptra thalictri (molia vampir), Dichagyris candelisequa, Eilicrinia trinotata, Epilecta linogrisea, Episema tersa, Euxoa cos, Hadena irregularis, Hipparchia volgensis, Hyponephele lycaon, Leptidea morsei (fluturele de muștar), Lycaena dispar (fluturele purpuriu), Maculinea arion (albăstrița pătată), Saturnia pyri (fluturele ochi de păun mare). 
Flora ariei naturale este una diversificată, alcătuită arbori, arbusti, ierburi și flori; printre care se află specii ocrotite prin aceeași Directivă a Consiliului European 92/43/CE din 21 mai 1992; astfel:
Arbori și arbusti: mojdrean (Fraxinus ornus), cărpiniță (Carpinus orientalis), sânger (Cornus sanguinea), alun (Corylus avellana), păducel (Crataegus monogyna), măceș (Rosa canina);
Ierburi și flori cu specii de: rușcuță de primăvară (Adonis vernalis), clopței (Campanula sibirica), zambilă sălbatică (Hyacinthella leucophaea), stânjenel de munte (Iris graminea), gălbinele (Ranunculus polyanthemos), sovârf (Origanum vulgare), studentiță (Arenaria serpyllifolia), salvie de câmp (Salvia pratensis), peliniță (Artemisia austriaca), frăguță (Fragaria viridis), potcapul-călugărului (Leontodon hispidus), scânteioară (Gagea pusilla), ghiocel (Galanthus nivalis), coșaci (Astragalus austriacus, Astragalus onobrychis), ochiul-lupului (Nonea pulla), obsigă (Brachypodium pinnatum), scaiul dracului (Eryngium campestre), scântietoare (Potentilla argentea), cimbrișor sălbatic (Thymus glabrescens), lucernă (Medicago minima), timoftică (Phleum phleoides), amăreală (Polygala major), băieței (Veronica spicata), ovăscior argintiu (Trisetum flavescens), negară (Stipa capillata), iarbă neagră (Lembotropis nigricans), păiuș (Festuca valesiaca), păiuș stepic (Festuca rupicola), rogoz (Carex humilis).

## Căi de acces
- Drumul național DN1B pe ruta: Buzău - Ulmeni - Săhăteni - drumului județean DJ205 în direcția Văleanca-Vilănești.

## Monumente și atracții turistice
În vecinătatea sitului se află câteva obiective de interes istoric, cultural și turistic (lăcașuri de cult, situri arheologice, podgorii); astfel:
- Biserica „Sfânta Treime” din satul Proșca construită la începutul secolului al XIX-lea.
- Castrul roman de la Pietroasele construit de către împăratul Constantin cel Mare în perioada campaniei din anul 332 împotriva goților de la nord de Dunăre.
- Situl arheologic „La Gorganele” de la Bădeni (locuința rupestră de „La Piatra Șoimului” datată în secolele al XVIII-XX; așezări aparținând culturii Monteoru - Epoca Bronzului și perioadei Halstatt; o așezare geto-dacică din perioada Latène și una din perioada migrațiilor).
- Sit arheologic „Fântâna lui Carpen” de la Breaza (două așezări: una geto-dacică din perioada Latène și alta medievală timpurie, aparținând culturii Dridu).
- Stațiunea de Cercetare, Dezvoltare pentru Viticultură și Vinificație Pietroasele.